# Nihiru
Nihiru és un atol de les Tuamotu, a la Polinèsia Francesa. Administrativament depèn de Taenga, municipi associat de la comuna de Makemo. Està situat a 28 km al sud-est de Taenga i a 30 km al nord-est de Marutea Nord.

## Geografia
És un atol petit de 15 km de llarg i 14 km d'ample, amb una superfície emergida és de 6,7 km² més 14,1 km² d'esculls. La llacuna interior, de 79,5 km², és tancada sense cap pas navegable. L'única vila és Tatake amb una vintena d'habitants que provenen de Taenga. No disposa d'infraestructures.

## Història
Va ser descobert per Fabian von Bellingshausen el 1820, que va anotar el nom Nigeri.